# محمد بيدي
محمد بيدي أديب وقاص مغربي من مواليد مدينة الدار البيضاء سنة 1942، تنوعت كتاباته بين القصة القصيرة ونظم الشعر بالفرنسية والترجمة.

## سيرته
ينتمي الراحل محمد بيدي إلى كتاب الستينيات من القرن الماضي. ومن ثم فهو أحد رواد التجربة القصصية المغربية في طفرتها النوعية الثانية بعد تجاوز طفرتها الأولى، «طفرة التأسيس»، لتنفتح على أسئلة التجنيس. في الطفرة الأولى التي لعب فيها الرواد الأوائل (أحمد زياد، أحمد بناني، عبد الكريم غلاب، محمد الخضرالريسوني) دور التأسيس من خلال تحويل النص إلى خطاب جامع مانع للحركة الوطنية، عزفا على قصة المستعمَر- بالفتح- ضدا على قصة المستعمِر (بالكسر). وجاءت الطفرة الثانية «طفرة التجنيس»، التي ساهم فيها كتاب العقد الستيني (عبد الكريم غلاب، عبد الجبار السحيمي، محمد برادة، محمد زفزاف، إدريس الخوري، محمد إبراهيم بوعلو) لتضيف جرعة نوعية تمحورت حول الانتصار للمذهب الواقعي - رؤية وموقفا حضاريا - قبل أن يكون انتماءا مدرسيا - نسبة إلى المدرسة الأدبية - أفضى إلى تيار الالتزام سياسيا وأدبيا، في سياق انتصارات المعسكر الاشتراكي من جهة، وظهور حركات التحرر الوطني - من جهة ثانية - التي زاوجت بين معركة الاستقلال ومعركة الديمقراطية. جاء محمد بيدي، في العقد الستيني الذي - فضلا عن الإشارات السابقة - ليتابع تخلق اللحظات السلبية، وهي تنخر فقاعات الأحلام الكبيرة - أحلام الاستقلال - مفسحة المجال لاتساع الفوارق الاجتماعية المهولة بين الإنسان، والمكان والزمان. هكذا عكست تجربة القاص لحظات الإحباط المهيمن على الذات والواقع.
اشتغل موظفا بالمكتب الشريف للفوسفاط إلى أن أحيل على التقاعد.

## مؤلفاته
بعض قصصية المنشورة بمجلة «آفاق»:
- الجائع
- المثلث المكسور
- عقارب في الحبين
- أربعة وجوه صغيرة

## روابط خارجية
- محمد بيدي على اتحاد كتاب المغرب